# Caiwenji (krater)
Caiwenji är en nedslagskrater med en diameter på 22 kilometer, på planeten Venus. 
1994 uppkallades kratern efter författarinnan Cai Yan.